# جک مرسر
جک مرسر (انگلیسی: Jack Mercer؛ ۱۳ ژانویهٔ ۱۹۱۰ – ۷ دسامبر ۱۹۸۴) یک پویانما اهل ایالات متحده آمریکا بود.